# Doom RPG
Doom RPG è un videogioco del 2005 per telefoni cellulari che fonde elementi della serie Doom (sia della serie classica che dell'allora più recente Doom 3) a quella dei giochi di ruolo a turni.

## Modalità di gioco
La visuale è in prima persona; come in giochi di ruolo simili (Eye of the Beholder, Dungeon Master, Stonekeep), il movimento non è libero come negli sparatutto in prima persona, ma sia il personaggio controllato che gli avversari seguono delle regole: la mappa è suddivisa in caselle, e si può passare da una all'altra spostandosi in orizzontale o verticale; ogni passo corrisponde al passare di un turno, così come l'uso di un'arma. Questo permette di pensare che tipo di attacco sferrare contro i mostri, che hanno debolezze diverse a seconda della loro "famiglia" di appartenenza.
Nel gioco sono presenti la maggior parte di armi, oggetti e mostri dell'originale Doom, oltre ad alcune novità: in particolare è possibile usare un estintore per spegnere delle fiamme (e attaccare i nemici); un'ascia per aprire passaggi nascosti; un particolare collare, con il quale è possibile catturare dei cani mutati (rappresentati dal medesimo sprite di Wolfenstein 3D) che diventeranno temporaneamente un'arma e un riparo. Ogni mostro ha tre livelli diversi, dal più debole al più forte, differenziati dal colore e dal nome.

## Doom II RPG
Un seguito, dal titolo Doom II RPG, è stato annunciato all'edizione 2008 del QuakeCon.
Il motore grafico del gioco, lo stesso di Wolfenstein RPG, permette una risoluzione maggiore, strutture più complesse e la presenza di oggetti tridimensionali. tra le nuove armi è presente una "pistola ad acqua santa", ricaricabile presso ogni lavandino e in grado di danneggiare e spaventare tutte le creature demoniache (e per curarti), ma inefficace contro gli zombi. Oltre ai minigiochi, inoltre, sarà possibile combattere contro nemici virtuali, come VIOS.